# 少六隊
少六隊(しょうろくたい)は、テレビアニメ『こどものおもちゃ』に登場する架空のユニット。倉田紗南、飛田まゆ、綾乃花丸小路智美の3人からなる。小花美穂による原作漫画には登場しない。登場回は、第34話「歌う心は3.2.1」と第80話「も一度歌って3・2・1」。プロデューサーは津さん。ユニットの名前は津さんの考案によるもの。由来はメンバーの3人が小学六年生であるため。

## メンバー
倉田 紗南 （くらた さな）
声 - 小田靜枝
『こどものおもちゃ』の主人公。マネージャーは相模玲。

飛田 まゆ （とびた まゆ）
声 - 麻生かほ里
歌手としてヒットを飛ばし、ドラマでは主役を演じる超人気ビッグアイドル。幼少のころからダンスやピアノのレッスンを受けている。マネージャーは母親。本人、マネージャーの母親ともにプライドが高く、遅刻して当然という態度をとる。
共演者の加村直澄に幼い恋心を抱いているが、直澄が紗南と仲が良いため、激しく嫉妬している。
倉田紗南をライバル視している。紗南との相性診断は最悪。紗南のマイペースやふざけた態度を嫌う。ただ、プライドを除いた本心は紗南を嫌っているわけではなく、いつも笑顔の紗南に憧れている。
綾乃花丸小路 智美 （あやのはなまるこうじ ともみ）
声 - 西村知美
おっとりとして、どこか抜けているような感じの少女。マネージャーは「は」。茶「京茶」のCMに出演している。言葉遣いがとても丁寧である。
マイペースのため、結構強引なところもある。存在感が薄く、いつの間にか背後に立っていても気がつかないようなキャラクターである。

## 楽曲
Vitamin Love（ビタミン・ラブ）
タイトルはアニメ内では片仮名表記だが、後日発売されたサウンドトラックでは英語表記になっている。
アニメでは斉唱になっているが、サウンドトラックでは3人それぞれソロ部がある。
『こどものおもちゃサウンドトラックVol.2』に収録。
港町チャールストン
放送中の話とまったく異なった設定である番外編(第80話)に登場する曲。
『こどものおもちゃサウンドトラックVol.3』に収録。

## その他
- 少六隊は少女隊の影響を強く受けている。ユニット名以外に、楽曲の「港町チャールストン」は少女隊の「もっとチャールストン」から、『こどものおもちゃサウンドトラックVol.3』の表ジャケットが、少女隊の「SUPER VARIO」の裏ジャケットの構成とよく似ているところなど。
- 『こどものおもちゃ』には、少女隊のメンバーのトモがばびっとの声優として参加している。
- アニメソングが充実しているカラオケマシーンでは、少六隊がアーティストとして登録されている。

## 関連事項
- こどものおもちゃ
- 小田靜枝
- 麻生かほ里
- 西村知美